# Ommatius norma
Ommatius norma là một loài ruồi trong họ Asilidae. Ommatius norma được Curran miêu tả năm 1928. Loài này phân bố ở vùng Tân nhiệt đới.